# Stenia nataliana
Stenia nataliana là một loài thực vật có hoa trong họ Lan. Loài này được R.Vásquez & Nowicki & R.Müll. mô tả khoa học đầu tiên năm 2001.